# ヨナス・カズラウスカス
ヨナス・カズラウスカス（Jonas Kazlauskas、1954年11月1日 - ）は、リトアニア・パネヴェジース出身の元バスケットボール選手・指導者である。

## 来歴
パネヴェジース第1中等学校（現・パネヴェジース・ユオザス・バルチコニス・ギムナジウム）を卒業後、1984年、ヴィリニュス大学数学情報学部を卒業（専攻：数学）。

### 選手として
1973年から1985年までBCスタティーバに選手として所属。1979年にはソ連プレミア・リーグ3位に貢献した。

### 指導者として
引退後、指導者に転身。1994年にBCジャルギリスヘッドコーチに就任。1998-99ユーロリーグ優勝と5度のリーグ制覇に導く。
2000年、リエトゥヴォス・リータスのヘッドコーチに就任。ここでも2001-02シーズンのリーグ優勝に導いた。
その間1997年から2001年までリトアニア代表も指揮し、シドニー五輪銅メダル獲得に導く。
2004年、オリンピアコスBCヘッドコーチに就任。2006年まで務めた。
2004年には中国代表のアシスタントコーチに就任。後にヘッドコーチに昇格。2005年バスケットボール男子アジア選手権金メダル獲得。
2008年北京オリンピックまで指揮を執っている。
2009年よりギリシャ代表のヘッドコーチ。2009年バスケットボール男子欧州選手権銅メダル獲得。
2011-12シーズンはロシアのPBC CSKAモスクワの監督を務めた。
2013年より再びリトアニア代表のヘッドコーチを務める。2016年リオデジャネイロオリンピック後に退任。
2017年より広東サザンタイガースのヘッドコーチ

### 政治家として
2023年、ヴィリニュス市議会議員選挙に出馬し、当選。祖国連合所属。